# 21718 Чонхапак
21718 Чонхапак (21718 Cheonghapark) — астероїд головного поясу, відкритий 9 вересня 1999 року.
Тіссеранів параметр щодо Юпітера — 3,408.